# Elephantomyia (Elephantomyodes) zealandica
Elephantomyia (Elephantomyodes) zealandica is een tweevleugelige uit de familie steltmuggen (Limoniidae). De soort komt voor in het Australaziatisch gebied.